# 鵺りつき
鵼 りつき（ぬえ りつき）は、日本の漫画家、イラストレーター。東京都葛飾区出身。現在は江戸川区在住。

## 主な作品
- こちらアニマル探偵団
- スーパーYUKI
- マルティメディア・クエスト デジタル・ポリスを救え
- 小学生ドクターΣ
- くりきん ナノアイランドストーリー
- 乳酸菌のひみつ（学研 まんがでよくわかるシリーズ 26）
- ペットフードのひみつ（学研 まんがでよくわかるシリーズ 43）
- パルサー宇宙戦記シリーズ（川北亮司作、金の星社）